# Subresidència de la Costa Est d'Atjeh
La subresidència de la Costa Est d'Atjeh (o Costa Oriental d'Atjeh) fou una entitat administrativa holandesa del govern d'Atjeh a Sumatra, Índies Orientals Holandeses. El 1886 estava formada pels següents estats feudataris: 
- Lok Semawe (dins la Federació de Pasai)
- Sawang (dins la Federació de Pasai)
- Nisam (dins la Federació de Pasai)
- Tjoenda (incloent-hi Boeloeh) (dins la Federació de Pasai)
- Bajoe (dins la Federació de Pasai)
- Blang Mangat
- Gedong
- Beloek
- Samakoeroek
- Kroeng Pasai
- Tandjoeng Sementoh (incloent-hi Merbau)
- Kertoi/Moeli-eng
- Simpang Olim
- Djoeloek-Tjoek
- Boeging (incloent-hi Bagoh)
- Djoeloek-Tjoek
- Edi-Tjoet
- Edi-Rajoet
- Kroeng-raja
- Perlak
- Mandjapahit
- Langsar
- Pedawa-Rajoet

El 1933 els estats eren:
- Bago
- Idi-Rajeu (5 km²)
- Idi-Tjut (3 km²)
- Julo-Rajeu (2 km²)
- Julo-Tjut (2 km²)
- Karang
- Langsa
- Peudawa-Rajeu
- Peureula
- Simpangulem
- Sungei-Iju
- Sungei-Raja
- Tanjongseumanto & Meureubok